# Viaduct van Merksem
Het viaduct van Merksem (1970) is een viaduct bij Merksem in België, dat volgens planning vanaf 2026 zal afgebroken worden. De brug is onderdeel van de R1, de ring rond Antwerpen, en loopt tussen afrit 1 (N129) en afrit 2 (N120 en N129) van de R1. Het viaduct overspant onder meer het Albertkanaal, de verbinding tussen het Albertkanaal en het Nieuw Lobroekdok, de N1 en de N129. Er zijn vier rijstroken in elke richting.
Bij een aantal alternatieve voorstellen van de Oosterweelverbinding zou de aansluiting van de Noordelijke verbinding tussen west- en oostoever van de Schelde voorzien worden aan of op het viaduct van Merksem. Onder andere omwille van milieuredenen werd in maart 2010 door de Vlaamse regering beslist dat het viaduct zal afgebroken worden en deels verdiept heraangelegd wordt in het kader van de aansluiting met de Oosterweeltunnels. Voor de afbraakwerken starten, zal een tijdelijke bypass met drie rijstroken per richting aangelegd worden ten oosten van de huidige brug. In 2022 werd begonnen met  de voorbereidingen, in 2024 met de effectieve werken en in 2026 zou de tijdelijke snelweg klaar zijn.
In januari 2023 werden beschadigde brugvoegen aan het viaduct hersteld. In januari passeren op dit stuk van de Ring dagelijks tot 64.000 voertuigen, de werken veroorzaakten dan ook lange files. Het viaduct zal in 2025 afgebroken worden, maar sinds september 2022 waren enkele brugvoegen in zo'n slechte staat dat dringende herstellingen noodzakelijk waren.
Direct aan het viaduct is het Sportpaleis gelegen.

## Naamsverwarring
Voor de aanleg van de Ring van Antwerpen werd de huidige Gabriël Theunisbrug aan het Sportpaleis ook viaduct van Merksem genoemd.